# Eulophia massokoensis
Eulophia massokoensis är en orkidéart som beskrevs av Rudolf Schlechter. Eulophia massokoensis ingår i släktet Eulophia och familjen orkidéer. Inga underarter finns listade i Catalogue of Life.